# Per un grapat de dòlars
Per un grapat de dòlars (títol original en italià Per un pugno di dollari) és una pel·lícula italiana del subgènere de l'spaghetti western dirigida per Sergio Leone estrenada l'any 1964. Va ser doblada al català.

## Argument
Corre l'any 1872 i després de la mort de Juárez, a Mèxic dominen la injustícia i el terror. Joe (Clint Eastwood), un pistoler vagabund exsergent de l'exèrcit de la Unió durant la Guerra civil dels Estats Units, es dirigeix a San Miguel, un poble a la frontera de Mèxic i els Estats Units, on regna la confusió i abunden els bandits i les vídues. En aquest poble, dues famílies, els Rojo i els Baxter, es disputen la supremacia del territori. Els Rojo són poderosos pel tràfic d'alcohol, i els Baxter pel tràfic d'armes.
Després de descobrir l'atac dels Rojo a un comboi militar, Joe provoca una batalla entre les dues famílies amb l'única finalitat de descobrir l'or. Mentre estan en plena baralla, Joe s'allunya de San Miguel i es dirigeix a una mina abandonada per curar-se les ferides, i tornar per enfrontar-se a Ramon Rojo (Gian Maria Volonté).

## Repartiment
- Clint Eastwood: Joe anomenat «el gringo»
- Marianne Koch: Marisol
- Gian Maria Volontè: Ramon Rodos
- Wolfgang Lukschy: John Baxter
- Sieghardt Rupp: Esteban Rodos
- Antonio Prieto: Don Benito Rodos
- José Calvo: Silvanito
- Margarita Lozano: Consuelo Baxter
- Daniel Martin: Julian
- Joseph Egger: Peripero